# حزب سیاسی

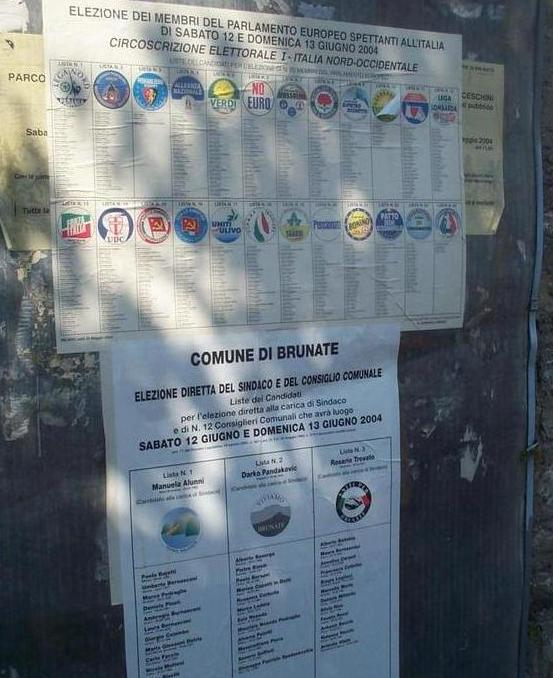
انتخابات پارلمان اروپا در ایتالیا و پوستری که فهرست احزاب نامزد را نمایش می‌دهد.

حزب سیاسی (به انگلیسی: Political party)، تشکلی سیاسی و اجتماعی است که به دنبال مؤثر بودن در کشور است. این تأثیرگذاری معمولاً از طریق نامزد کردن کسانی با دیدگاه‌هایی همسو با حزب برای کسب مسئولیت‌ها، مناسب و قدرت سیاسی صورت می‌پذیرد. احزاب در فعالیت‌هایی نظیر کارزارهای انتخاباتی، پژوهش‌های آموزشی یا اعتراض‌های سیاسی مشارکت می‌جویند. احزاب معمولاً به دنبال به کار بستن ایدئولوژی خاص یا دیدگاهی مشخص هستند که با اهدافی معین در ساختار و برنامه‌هایشان ذکر شده است و باعث پدیداری افرادی با اهداف یکسان حول محور حزب می‌شود.

## ساختار
افرادی که چه به صورت داوطلبانه و چه به صورت استخدامی برای تأسیس و کمک در انجام کارهای حزب گرد هم می‌آیند به عنوان سازمان دهندگان حزب شناخته می‌شوند، همچنین ممکن است بنا به کارهایی که در حزب انجام می‌دهند به عنوان فعال حزب یا کارمند حزب نیز در نظر گرفته شوند.
یک حزب سیاسی نوعاً توسط رهبر حزب (قدرتمندترین فرد حزب که با هدایت و فرمان اعضای حزب و برای حزب از آن نمایندگی می‌کند)، دبیر حزب (کسی که کارهای روزانه را تنظیم و اسناد ملاقات‌های حزب را ثبت می‌کند)، دبیر مالی حزب (کسی که مسئول امور مالی و جمع‌آوری حق عضویت اعضای حزب است) و رئیس حزب (کسی که راهبردهای حزب را برای استخدام و آموزش اعضاء تنظیم می‌کند و ملاقات‌های حزب را برنامه‌ریزی می‌نماید) و سخنگو (کسی که در جاهای دیگر به جای اعضای حزب سخنرانی می‌کند) اداره می‌شود. بیشتر مناصبی که در بالا ذکر شدند، عضو هیئت اجرایی حزب نیز محسوب می‌شوند، هیئتی که وظیفه اداره سازمان را بر عهده دارد و سیاست‌های کل حزب را در سطح ملی تنظیم و تدوین می‌کند.
عموماً، در بازه‌های زمانی مشخص، گردهمایی‌های حزب برگزار می‌شوند تا دبیران حزب در آن‌ها انتخاب شوند. هم چنین اگر تعداد کافی از اعضا چنین درخواستی داشته باشند می‌توان انتخاباتی برای تعیین یا تغییر رهبر حزب برگزار کرد. یکی دیگر از اهداف برگزاری همایش‌های حزب این است که ارزش‌ها و برنامه‌های حزب در سال آینده برای اعضا بیان و مشخص شوند.
بسته به پخش و وجود اعضای حزب در کشور، اعضای حزب کمیته‌های محلی یا منطقه‌ای را تشکیل می‌دهند تا بتوانند به نامزدها برای شرکت در انتخابات محلی و منطقه‌ای برای گرفتن مناصب مختلف حکومتی کمک کنند. این شعبه‌های منطقه‌ای حزب بازتاب دهنده موقعیت‌های دبیران در سطح ملی می‌باشند.
هم چنین این امر نیز برای اعضای احزاب سیاسی معمول است که دست به تأسیس شاخه‌هایی در داخل حزب بزنند. اکثر انواع این شاخه‌ها را می‌توان در این دو دسته ذکر کرد:
- هویت محور: شامل شاخه جوانان، شاخه زنان، شاخه اقلیت‌های قومی، شاخه همجنسگرایان و …
- موقعیت محور: شامل شاخه‌هایی برای نامزدهای انتخاباتی، شهرداران، فرمانداران، متخصصان، دانشجویان و …

این گونه دسته‌بندی‌ها و شاخه‌ها برای دستاوردها، آموزش و به‌کارگیری افراد در حزب بسیار مفید هستند.

### ساختار حزب در نظام پارلمانی
ساخت جومت در نظام‌های پارلمانی به نحوی است که احزاب نقش برجسته ای ایفا می‌کنند. وقتی حزب به وسیله اعضایش در مجلس نمایندگان، نمایندگی می‌شود، رهبر حزب هم‌زمان به عنوان رهبر اعضای گروه در مجلس نیز به انجام وظایفش مبادرت می‌ورزد؛ بسته به حداقل کرسی‌های گرفته شده، احزاب عموماً به رهبر خود اجازه می‌دهند تا اگر اکثریت مجلس را در دست داشته باشند، ریاست مجلس نمایندگان را بر عهده بگیرد. در نظام‌های پارلمانی وقتی که حزب تبدیل به بزرگ‌ترین مخالف رسمی حکومت شود، معمولاً اعضای حزب به گونه‌ای رسمی دولت در سایه را تشکیل می‌دهند؛ و وقتی که حزب بتواند اکثریت کرسی‌ها در مجلس را در دست بگیرد، آن وقت همان تیمی که دولت در سایه را تشکیل داده بودند تبدیل به اعضای کابینه وزیران خواهند شد.
اعضای حزب و رهبران آن در مجلس نمایندگان که نه جزئی از دولت و نه جزئی از مخالفان رسمی یا همان دولت در سایه هستند با نام صندلی‌های عقب شناخته می‌شوند و همیشه به دنبال کسب موقعیت و فرصتِ قرار گرفتن در کرسی‌های اصلی و تأثیرگذار می‌باشند تا بتوانند در دولت آینده سهم قابل توجهی ایفا کنند.

## نظم و مقررات
مسائلی از قبیل تشکیل یک حزب، اعلام عضویت در آن و برگزاری کارزار انتخاباتی برای نامزدهای یک حزب سیاسی، همه و همه ارزش‌هایی سیاسی هستند که در یک لیبرال دموکراسی باید محترم شمرده شده و مورد اعمال قرار گیرند. نظام یک حزب ممکن است مقرر دارد که در سرکوبی احزاب مخالف سخت‌گیری‌های شدیدی صورت پذیرد، کما این که چنین چیزی در یک دولت تمامیت‌خواه امری عادی به حساب می‌آید، یا ممکن است به این صورت باشد که فقط احزاب خاصی که نظریات و دیدگاه‌هایی کاملاً مخالف ایدئولوژی عام دولت دارند مورد تنبیه و سرکوب قرار گیرند.
گذشته از این، در مواردی که احزاب خیلی راست، خیلی چپ یا منطقه‌ای در سطح مجلس ملی وجود داشته باشند، همان‌طور که در اتحادیه اروپا به این شکل است، جریان اصلی احزاب سیاسی ممکن است دست به تشکیل یک قرنطینه بزنند که در آن سیاست‌هایی اعمال شود که منجر به منزوی کردن احزاب مخالف شده و کاری کند که دیدگاه‌های آنان در مجلس قانون گذاری ضد نظام تلقی شده و توسط دولت قابل پذیرش نباشد. با این وجود این فضای قرنطینه‌ای در دو دهه گذشته در کشورهایی که به دموکراسی‌های چند حزبی پای بندند به شدت ممنوع شده است چرا که باعث می‌شود عده‌ای از احزاب نتوانند به گونه‌ای برابر در انتخابات مشارکت جسته و احتمالاً برنده آن باشند، جدا از این که خود این امر باعث افزایش بی میلی این احزاب منزوی برای مشارکت جستن در دولت شده و در این صورت دولت دیگر نمی‌تواند نمادی از جمع آرای ملت یا حداقل پتانسیل احتمالی آن باشد.
در نیمه دوم قرن بیستم دموکراسی‌های مدرن شروع به معرفی قواعدی برای به جریان افتادن منابع مالی احزاب کردند، برای مثال می‌توان به انتخابات قانون کانادا در سال ۱۹۷۶، انتخابات پی.پی.آر. ای در انگلستان و انتخابات اف.ای.سی. ای در ایالات متحده اشاره کرد که همگی در این راستا برگزار شدند. چنین نظام‌هایی گونه‌های مختلفی از مقررات را برای نقل و انتقال منابع مالی و هزینه کردن آن‌ها فراهم آوردند؛ به علاوه محدودیت‌ها و موانعی مشخصی را بر سر راه بعضی از فعالیت‌های عمومی احزاب سیاسی، مانند کارزارهای انتخاباتی، قرار دادند.

## نظام‌های انتخاباتی
نوع نظام انتخاباتی عاملی اساسی در تعیین نوع نظام سیاسی احزاب هر کشور است. در کشورهایی که از نظام ساده رای اکثریت استفاده می‌کنند، احزاب کمی در انتخابات شرکت می‌جویند و تعداد احزاب در این کشورها کم است (اغلب تنها دو حزب در هر حوزه انتخاباتی). در کشورهایی که نظام انتخاباتی نمایندگی به تناسب را استفاده می‌کنند، همان‌طور که در اروپا شاهد آن هستیم، یا کشورهایی که از نظام انتخاباتی درجه‌بندی شده بهره می‌جویند، مانند استرالیا یا ایرلند، معمولاً سه یا چهار حزب برنده انتخابات مجلس می‌شوند که هر کدام سهم قابل توجهی از کرسی‌ها را از آن خود کرده‌اند، و بنابراین احزاب شانس بیشتری برای در دست گرفتن مناصب سیاسی کشور خواهند داشت.

## شیوه حزبی
شیوه و منش احزاب نسبت به حوزه‌ای که در آن فعال هستند، گستردگی متنوعی دارد، بسته به این که چند حزب در هر حوزه فعالیت می‌کنند و این که هر حزب چقدر قدرت نفوذ و اثرگذاری در بین شهروندان دارد.

### غیر حزبی
در نظام غیر حزبی هیچ حزب رسمی سیاسی وجود ندارد و برخی مواقع حتی محدودیت‌های قانونی بر سر راه ایجاد و فعالیت احزاب سیاسی گذاشته می‌شود. در انتخابات غیر حزبی هر نامزد مستقلاً می‌تواند در انتخابات شرکت کرده و برنده آن باشد. در مجالس قانون‌گذاری غیر حزبی هیچ اتحادی از اعضای رسمی یک حزب در مجلس وجود ندارد. دولت جرج واشینگتن و چند مجلس اولیه ایالات متحده همگی غیر حزبی بودند. واشینگتن حتی در سخنرانی معروف خویش علیه ایجاد هرگونه حزب و مرز بندی اخطار داده بود. در ایالات متحده مجلس قانون‌گذاری نبراسکا غیر حزبی است. در کانادا، مجلس قانون‌گذاری قلمروهای شمال شرقی و نوناوت غیر حزبی اداره می‌شوند. در نیوزیلند نیز ایالت توکلئو از مجلس غیر حزبی بهره می‌جوید. بسیاری از حکومت‌ها و مجالس قانون‌گذاری در کشورها و ایالات مختلف به گونه غیر حزبی اداره می‌شوند. انتخابات غیر حزبی و اداره حکومت به این طریق در خارج از نهادهای دولتی امری رایج تلقی می‌شود. اگر ممنوعیت قانونی علیه تشکیل و فعالیت احزاب سیاسی وجود نداشته باشد، عموماً جناح‌های سیاسی فعال در نظام‌های غیر حزبی تبدیل به احزاب سیاسی آینده می‌شوند.

## انواع نظام‌های حزبی

### نظام تک حزبی
در نظام‌های تک حزبی، یک حزب سیاسی قانوناً مجاز است تا تمام قدرت اجرایی و مؤثر را در دست داشته باشد. گرچه ممکن است در این نظام‌ها به احزاب اقلیت هم سهمی در اداره امور داده شود؛ ولی در این صورت آن‌ها قطعاً ملزم به این هستند که رهبری حزب اصلی را قبول کرده و مطابق با دیدگاه‌های وی عمل کنند. در این نظام‌ها ممکن است چنین حزبی فقط کسب مناصب دولتی را در نظر نداشته باشد چرا که در بعضی مواقع موقعیت‌ها و مناصبی که در داخل خود حزب هستند اهمیت بسیار بیشتری از مناصب دولتی دارند. کره شمالی و چین مثال‌هایی از این دست هستند، مثال‌های دیگر این چنینی را می‌توان در دولت‌های فاشیست یافت، دولت‌های نظیر آلمان نازی در سال‌های بین ۱۹۳۴ تا ۱۹۴۵. نظام‌های تک حزبی معمولاً با دیکتاتوری و استبداد همراه و ملازم هستند.
در نظام‌های تک حزبی، احزاب مخالف ممکن است مجال حضور داشته باشند، و شاید حتی در این کشورها سنت دموکراتیک عمیقی وجود داشته باشد، اما این احزاب مخالف هیچ شانسی برای به دست گرفتن قدرت نخواهند داشت. گهگاه شرایط سیاسی، اجتماعی و اقتصادی و نظر شهروندان دلیل شکست دیگر احزاب ذکر می‌شود. گهگاه در کشورهایی که همان سنت دموکراتیک را همان ندارند یا این سنت‌ها کمتر در آن وجود دارند، تک حزب اصلی حتی با تقلب در انتخابات نیز به گرفتن قدرت سیاسی مبادرت می‌ورزد. در موارد مؤخر تر این گونه نظام تک حزبی بیشتر به امری مبهم تبدیل شده است. مثال‌های نظام‌های تک حزبی را می‌توان در موارد زیر برشمرد: حزب فعالیت مردم در سنگاپور، کنگره ملی آفریقا در آفریقای جنوبی، حزب حفاظت از حقوق بشر در ساموآ، کنگره ملی هند در هند از ۱۹۴۷ تا ۱۹۹۶، و حزب سوسیال دموکراتیک مونته‌نگرو در مونته‌نگرو. نظام‌های تک حزب چیره همچنین در مکزیک با نام حزب انقلابی تا سال ۱۹۹۰، در جنوب ایالات متحده با نام حزب دموکرات از اواخر قرن نوزده تا دهه ۱۹۷۰، در اندوزی با نام گلونگان کاریا (حزب گروه‌های کارکردی) از اوایل دهه ۱۹۷۰ تا ۱۹۹۸، و در ژاپن با نام حزب لیبرال دموکرات تا سال ۲۰۰۹ وجود داشته‌اند.

### نظام دو حزبی
نظام‌های دو حزبی در کشورهایی نظیر جامائیکا و غنا وجود دارند که در این کشورها تنها دو حزب سیاسی بر کل کشور مسلط اند و برنده تمام انتخابات یکی از آن دو می‌باشند، مضاف بر این، این احزاب از حضور و فعالیت دیگر احزاب جلوگیری می‌کنند و تقریباً مجالی برای تشکیل و فعالیت احزاب دیگر نیست. یک جناح راست که با ائتلاف یک حزب را تشکیل می‌دهند و یک جناح چپ که با ائتلاف یک حزب دیگر را تشکیل می‌دهند، معمولاً مسئله‌ای رایج در این نوع نظام‌های دو حزبی این است که به سرکوب دیگر احزاب احتمالی دست می‌زنند و سعی در از بین بردن یا جذب احزاب احتمالی غیر از خود دارند.
ایالات متحده نیز اساساً به یک نظام دو حزبی تبدیل شده است. از آغاز تولد این جمهوری معمولاً یک حزب محافظه کار (مثل حزب جمهوریخواه) و یک حزب لیبرال (مانند حزب دموکرات) گویای وضع موجود در سیاست آمریکایی بوده‌اند. احزاب ثالث (مانند حزب لیبرال) معمولاً با حمایت‌های کم و پیروزی‌های نادر در انتخابات روبرو می‌شدند. علی‌رغم این، مثال‌های متعددی وجود دارد که نشان می‌دهد احزاب ثالث برخلاف این جریان کلی، رأی را از احزاب بزرگی که انتظار پیروزی شان در انتخابات می‌رفت ربودند و برنده آن شدند. (مانند تئودور روزولت در انتخابات ۱۹۱۲ و جرج والاس در انتخابات ۱۹۶۸ و روس پروت در انتخابات ۱۹۹۲)
نظام سیاسی بریتانیا گرچه از نظر تکنیکی بر پایه نظام چند حزبی است، اما در کل بر مبنای دو حزب اداره می‌شود (که گهگاه نظام دو و نیم حزبی نیز نامیده می‌شود)؛ از دهه ۱۹۲۰ دو حزب بزرگ سیاسی انگلستان حزب محافظه کار و حزب کارگر بوده‌اند. قبل از آن که حزب کارگر در انگلستان ظهور کند، حزب لیبرال دیگر حزب بزرگ و اصلی این کشور به همراه محافظه کاران بود. از آن جا که دولت ائتلافی و حداقلی، ویژگی اساسی سیاست بریتانیا می‌باشد، همیشه سعی شده است نظام انتخاباتی برای انتخابات اصلی این کشور طراحی شود که تسلط این دو حزب را تضمین کند، گرچه همیشه این دو حزب به حزب ثالثی نیاز داشتند تا به عنوان پشتوانه‌ای برای در دست داشتن اکثریت در مجلس نمایندگان برایشان باشد. (نظام‌های مبتنی بر رأی اکثریت عموماً منجر به نظام دو حزبی می‌شوند، این رابطه توسط موریس دورجر تبیین شده است که با نام قانون دورجر شناخته می‌شود.) با این وجود، انتخابات عمومی سال ۲۰۱۰ منجر به یک دولت ائتلافی شد که حزب محافظه کار را با لیبرال دموکرات‌ها متحد کرد. همچنین در انگلستان تعداد قابل توجهی از دیگر احزاب نیز وجود دارند که چه در گذشته و چه اکنون تعدادی از کرسی‌های مجلس نمایندگان را در اختیار دارند.

### نظام چند حزبی
نظام‌های چند حزبی نظام‌هایی هستند که در آن‌ها بیش از دو حزب وجود دارد و احزاب متعددی برای به دست گرفتن پست‌های دولتی در رقابت هستند.
استرالیا، کانادا، جمهوری خلق بنگلادش، پاکستان، هند، ایرلند، بریتانیا و نروژ مثال‌هایی از کشورهایی هستند که دارای دو حزب قدرتمند به علاوهٔ دیگر احزاب کوچک‌تر هستند که هر یک سهمی در اداره دولت دارند. احزاب کوچک‌تر یا احزاب ثالث باعث متعادل نگاه داشتن قدرت در نظام پارلمانی هستند و بنابراین همیشه ممکن است برای تشکیل دولت ائتلافی دعوت شوند که به همراه حزب بزرگ‌تر در ساختن دولت سهیم باشند، یا ممکن است مستقل از احزاب بزرگ‌تر دست به فعالیت و رقابت بزنند.
چیزی که بیش از هر چیزی در نظام‌های چند حزبی مطرح است این است وقتی سه یا تعداد بیشتری حزب در کشور وجود داشته باشد هیچ تک حزبی نمی‌تواند به تنهایی کل قدرت را در دست بگیرد و احزاب در کنار یکدیگر کار می‌کنند تا بتوانند دولتی ائتلافی را تشکیل دهند. این امر در سیاست‌های جمهوری ایرلند از دهه ۱۹۸۰ ظهور کرده است و تقریباً همیشه در آلمان صادق بوده است چه در سطح ملی و چه در سطح ایالتی. علاوه بر این از زمان تشکیل جمهوری ایسلند هیچ‌گاه در این کشور دولتی نبوده است که بر پایه دولت ائتلافی تشکیل نشده باشد (که معمولاً شامل ائتلاف حزب استقلال با یک حزب دیگر بوده است مثل متحدین سوسیال دموکرات). تغییرات سیاسی معمولاً با یک دولت ائتلافی آسان‌تر انجام می‌شوند تا در نظام‌های تک حزبی و دو حزبی.

## رنگ‌ها و نمادهای احزاب

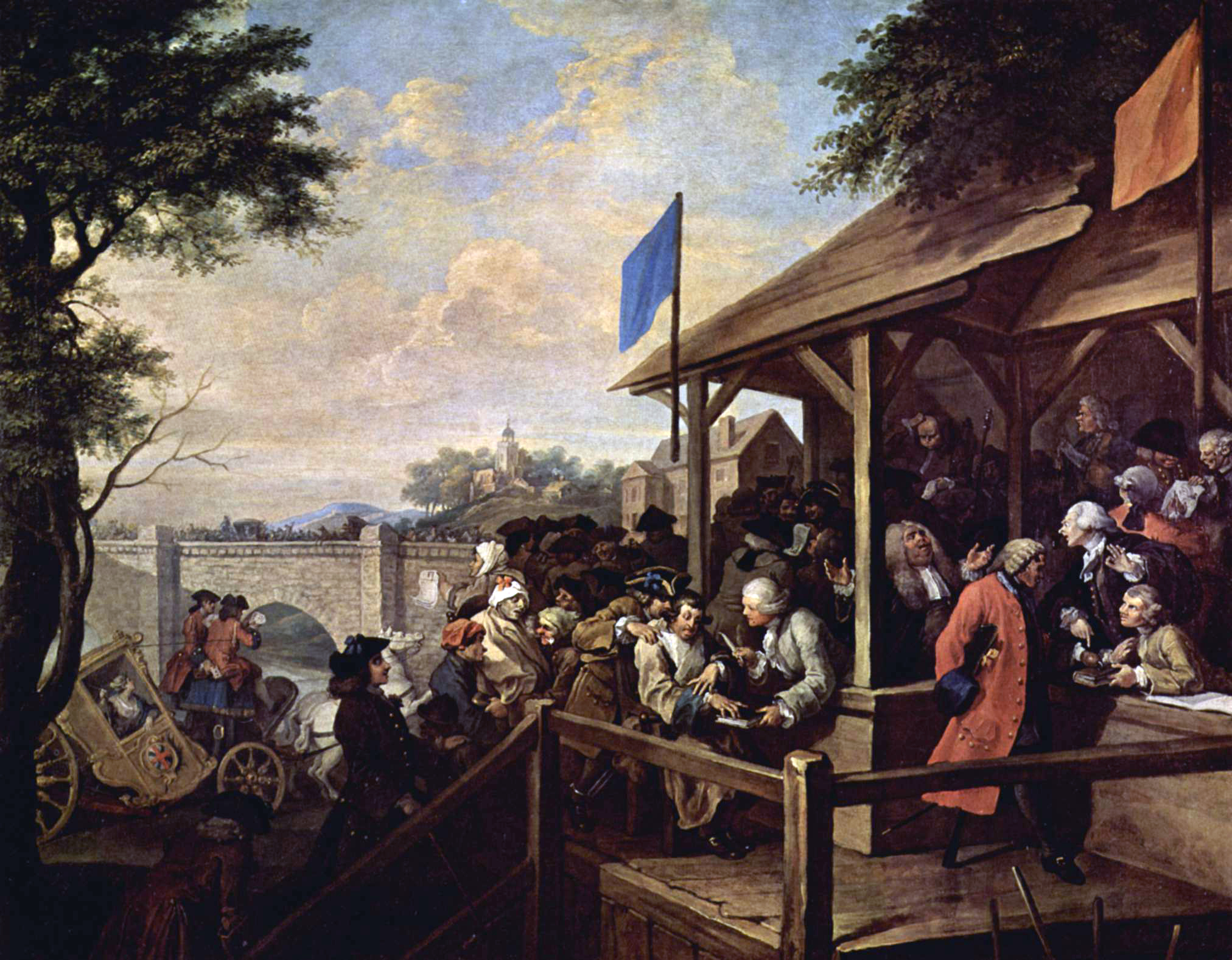
رای‌گیری در انتخابات پارلمان بریتانیا در ۱۷۵۴ که پرچم‌های آبی و نارنجی نشان از احزاب شرکت‌کننده در انتخابات دارد.

نقشه انتخاباتی ریاست جمهوری ایالات متحده در سال ۲۰۰۸ که رنگ‌های قرمز و آبی حاکی از پیروزی هر حزب در هر ایالت است